# 邵元節

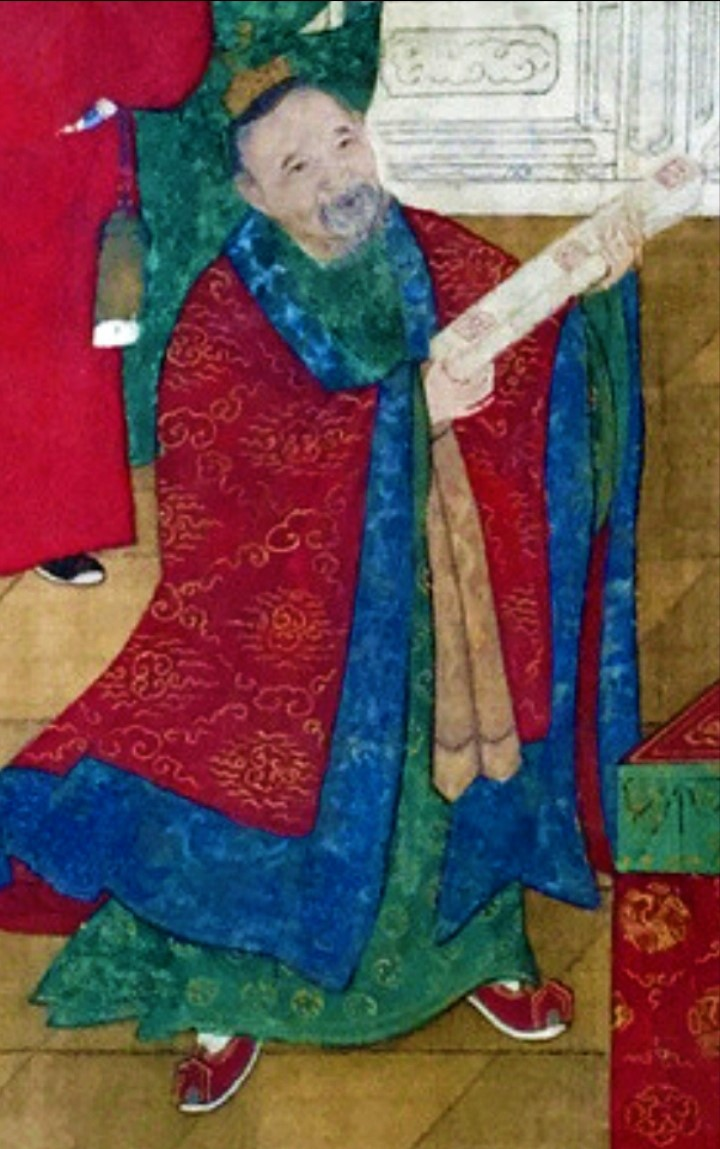
邵元節

邵 元節（しょう げんせつ、天順3年（1459年）6月27日 - 嘉靖18年（1539年）3月14日）は、明の道士。字は仲康、号は雪崖。広信府貴渓県の人。嘉靖帝に仕えて重用された。

## 経歴
2歳で母を、14歳で父を亡くしたために貴渓郊外の龍虎山にあった上清宮で范文泰・李伯芳・黄太初らの元で3年間の修業を重ねる。後に正一教の伝道の為に各地を放浪、その名声を聞いた寧王朱宸濠は彼を召しだそうとしたが応じなかった。
嘉靖3年（1524年）、嘉靖帝の度重なる要請を受けて北京に入る。嘉靖帝は顕霊宮に住まわせて万一に備えて祈祷・祭祀などの道教の儀式を行わせた。その霊験は優れ、嘉靖5年（1526年）、帝は彼に「清微妙済守静修真凝玄衍範志黙秉誠致一真人」の称号を授け、朝天・顕霊・霊済の三宮の統括と道教の総領を命じられ、金・玉・銀・象牙の印を各1つずつ授けられた。だが、嘉靖6年（1527年）に一旦は全てを辞して龍虎山に戻ったが、皇帝のたっての願いにより北京に戻る。間もなく、風雲雷雨を祈ってこれを実現させ、二品の品位と紫衣と玉帯を授けられた。更に禄100石・荘田30頃を与えられ、更に嘉靖11年（1532年）には荒廃した龍虎山再建のために新たに仙源宮を造営した。また同年に真人府の設置が認められる。真人府の設置は龍虎山にいた道教の最高指導者張天師のみの特権とされており、邵元節の勢いはそれを凌ぐほどになっていた。だが、これに対する廷臣の反発は強く、嘉靖9年（1530年）には兵科給事中の高金、嘉靖11年には翰林院編修の揚名らから邵元節排斥の上疏が行われその度に辞意を示し、また嘉靖13年（1534年）には自ら口実を設けて辞意を申し出ているが、嘉靖帝に慰留されている。また、後に甥の子の邵啓南を始めとして多数の優秀な門弟を持ちながら、官吏から道士に転じて政治的能力はあっても道教的な経験の乏しい陶仲文を嘉靖帝に推挙している点などからも、邵元節及びその門弟達には宮中における政治的地位に対する執着が希薄であったとする見方もある（石田憲司説）。嘉靖12年（1533年）より、子供のいない嘉靖帝の為に皇嗣祈願の醮を行っていたが、3年後に皇子誕生をみたために嘉靖15年（1536年）閏12月には一品礼部尚書に任ぜられた。嘉靖17年（1538年）頃に老齢を理由に陶仲文を後任に推挙して引退、間もなく81歳で死去した。嘉靖帝はその死を惜しんで、「文康栄靖」という人臣としては異例の4字の諡号と少師の地位が追贈され、伯爵の礼による葬儀が行われた。
だが、嘉靖帝が崩じると、跡を継いだ隆慶帝によって「先帝の遺詔」として全ての称号を剥奪され、仙源宮も取り壊された。また、『明史』では「佞幸伝」（巻307・列伝第195）に加えられているが、清代に入ると道教家としての邵元節に対する再評価がなされ、雍正9年（1732年）には真人号が改めて追贈されている（『龍虎山志』）。